# 小沢治三郎
小沢 治三郎（小澤 治三郎、おざわ じさぶろう、1886年（明治19年）10月2日 - 1966年（昭和41年）11月9日）は、日本の海軍軍人。最終階級は海軍中将。海兵37期。第31代となる最後の連合艦隊司令長官を務めた。

## 生涯
1886年（明治19年）10月2日、宮崎県児湯郡高鍋町24
で元高鍋藩士の小沢寅太郎とヤツの次男として生まれる。宮崎中学（現・県立宮崎大宮高校）に在学中、不良青年と争いになり柔道の投げ技で撃退したが、暴力沙汰として退学処分となる。陸軍軍人だった兄・宇一郎の上官・牛島貞雄から日露戦争の戦場満州より「過ちを改むるに憚ること勿れ」（論語 学而第一 8からの引用）の手紙を送られた事をきっかけに上京し、1905年に成城中学校へ転入した。小沢はこの手紙を終生大切に保管し、またその言葉を座右の銘とした。小沢は東京でも喧嘩沙汰を起こし、下駄で踏みつけ相手は降参した、とか橋の上から投げた、がその相手は後の柔道家・三船久蔵であったと紹介されることがある。
1906年（明治39年）3月、成城中学校を卒業、従兄の勧めで鹿児島県の第七高等学校と江田島の海軍兵学校を受験する。4月、第七高等学校に進学したが、海軍兵学校に合格したため退学する。11月24日、海軍兵学校37期生に入学する。小沢は海兵に合格しなければそのまま大学まで進んで造船官になるつもりだったという。同期の井上成美によれば、小沢は入学時の成績は183人中150番位だったが、よく勉強して卒業時には40番位にまで前進していたという。ゴツイ面相から同期から「鬼瓦」とあだ名をつけられた。1909年（明治42年）11月、海軍兵学校37期を179人中45番の成績で卒業。少尉候補生として二等巡洋艦「宗谷」に乗組。艦長は鈴木貫太郎、候補生の指導官に山本五十六がいた。1910年（明治43年）1月、外国への遠洋航海に出るため、小沢ら宗谷の候補生は皇居にて明治天皇に拝謁する。12月15日、海軍少尉に任官した。装甲巡洋艦「春日」乗組。
1912年（明治45年）4月、砲術学校普通科学生。1912年（大正元年）8月、水雷学校普通科学生。12月、海軍中尉。駆逐艦「霞」乗組。1913年（大正2年）12月、戦艦「比叡」乗組。1915年（大正4年）2月、横須賀海兵団付。12月、海軍大尉。戦艦「河内」分隊長。1916年（大正5年）12月、海軍大学校乙種学生。1917年（大正6年）5月、海軍水雷学校高等科学生。8月、同郷の旧高鍋藩士の四女の石蕗と結婚し鎌倉に家庭を持った。他にも良縁と思われる話があったが、一本の箸を立てその倒れた方向で石蕗に決めた。12月、水雷艇「鴎」艇長。
1918年（大正7年）5月、水雷艇「白鷹」艇長。9月10日付で地中海で第一次世界大戦作戦中の第二特務艦隊司令部附を命ぜられ、9月19日に輸送船春日丸に便乗して任地に向かい、11月1日に第二特務艦隊所属の駆逐艦「檜」に乗組。11月23日ポートサイドに着いた。しかし11月11日に休戦が決まったため翌年7月まで休戦中の連合国軍輸送船団の護衛任務などに従事した。
1919年（大正8年）12月1日、海軍大学校甲種学生。1921年（大正10年）11月30日、海軍大学校卒業。12月、任海軍少佐。駆逐艦「竹」艦長。1922年（大正11年）12月、馬公要港部参謀。1924年（大正13年）8月、駆逐艦「島風」艦長。1925年（大正14年）1月、「第三号駆逐艦」艦長。11月、戦艦「金剛」水雷長。1926年5月（大正14年）、連合艦隊参謀。12月、任海軍中佐。第1水雷戦隊参謀。1927年（昭和2年）12月、海軍水雷学校兼海軍砲術学校教官。1929年（昭和4年）12月、軍令部出仕。
1930年（昭和5年）2月から11月にかけて欧米に出張した。ドイツ、イギリスで第一次世界大戦のユトランド沖海戦の参戦者を訪問し薄暮戦、夜戦について実情を聞き、これをまとめて報告した。この成果としてイギリス海軍主力艦の偏弾射撃訓練法が日本海軍に導入された。12月、任海軍大佐。第1駆逐隊司令。1931年（昭和6年）1月、第4駆逐隊司令。4月、横須賀鎮守府付。10月、第11駆逐隊司令。12月、海軍大学校教官。戦術科長の小沢の授業は「固着した海戦要務令に捉われず、独創的斬新な戦法研究」を重視したものであった。ロンドン海軍軍縮条約以降、夜戦の議論が活発化し、夜戦部隊推進のために主力の援護が必要だが、かえって混乱を招く危険もあり、小沢を中心に研究を進められていた。小沢は全軍夜戦思想を力説した。薄暮に全艦隊戦闘し、夜戦部隊の接敵確保して夜襲し、翌朝の艦隊決戦で制勝する構想であった。小沢は軍機図書について質問されると「諸君は大学在学中そんな本は一切読むな」と型より独創性を説いた。
1934年（昭和9年）11月15日、重巡「摩耶」艦長。1935年（昭和10年）10月28日戦艦「榛名」艦長。1936年（昭和11年）12月1日、海軍少将。海軍大学校教官。1937年（昭和12年）2月18日、連合艦隊参謀長兼第1艦隊参謀長。7月、支那事変（日中戦争）開始。事変において第三艦隊の協力などの訓練が思うようにいかず、小沢の構想で連合艦隊の戦策訓練に画期的具体策を提案した。艦隊戦策を具体性豊かなものに改定し各級指揮官の迷いを払い、先制集中の実を獲得するアウトレンジ、母艦を分属させず一丸とし航空艦隊を編成し一指揮官のもとに統率、演練し集団的威力を発揮させるという内容であった。しかし海大の図上演習では賛同者はいなかった。11月15日、第8戦隊司令官。1938年（昭和13年）11月、水雷学校長。
1939年（昭和14年）11月15日、第一航空戦隊司令官。1940年（昭和15年）3月、昼間雷撃演習で空母機と陸上機の混成部隊を統一指揮して協同攻撃を行い成功させた。旗艦｢長門｣で見ていた山本五十六は「飛行機でハワイをたたけないものか」と発言している。
6月9日、「航空艦隊編成に関する意見書」を海軍大臣に提出。内容は、全航空部隊は建制において統一指揮下に集め、最高指揮官は練度を詳知し不ぞろいのないように計画指導し、統一指揮のため通信網を整備し、慣熟訓練する。そのために訓練も1つの指揮下に航空戦力を集めるべきである。研究の必要がある項目として、接敵期における母艦配備と事後の母艦運用の方法、各航空部隊の索敵、攻撃の分担、基地部隊と母艦部隊の協同方法を上げた。この意見書にある航空戦力を一つの指揮下にまとめる構想は翌年4月10日に第一航空艦隊で実現した。飛行隊長淵田美津雄によれば小沢の下で母艦の統一指揮と搭載機の集団攻撃を研究し、それを小沢が母艦は一つの指揮権にまとめるべきという意見書として提出したという。また空母の集中配備も検討したが当時第一航空戦隊には空母は一隻しかなかったため結論には至らなかったという。
10月11日に横浜港沖で実施された紀元二千六百年特別観艦式では、空中分列指揮官として戦闘機・攻撃機・爆撃機・水上偵察機・飛行艇等による527機の大編隊を指揮した。11月1日、第三戦隊司令官。11月15日、任海軍中将。

### 南遣艦隊司令長官

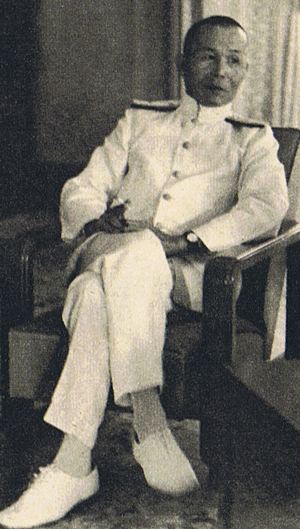
南遣艦隊司令長官時代の小沢

1941年（昭和16年）10月18日南遣艦隊司令長官。兼馬来（マレー）部隊指揮官。着任後、シンゴラ方面への上陸と同時に行うか中央で問題となっていたコタバル上陸について同時上陸を行うと決定した。
12月6日、対米英開戦に伴うマレー作戦に向かっていた日本の船団部隊は英軍機に触接され、小沢は英軍による先制攻撃の公算が大きいと判断して厳重に警戒していた。開戦前であったが、小沢は南遣部隊旗艦の重巡洋艦「鳥海」で発見したこの英哨戒機を打ち落とす命令を出している。12月1日に大本営海軍部は輸送船団を偵察する航空機が現れた場合の撃墜を指示していた。また、この朝に今次作戦の機密書類を搭載した陸軍徴用機が中国沿岸に不時着し、それらの書類が中国軍の手に入った疑いがある旨、大本営海軍部から通報もあった。したがってこの撃墜を契機にこの方面で日英が戦闘状態に入り、南方作戦全体に大きな影響を与える心配があったが、小沢中将はこれくらいで破たんすることはないと考えていたという。「神川丸」の零式水偵が索敵の帰途に英軍飛行艇（PBY型）を発見し、交戦中、約10機の陸軍機がこれを発見して撃墜した。
予期された英航空部隊の反撃はなく、英艦隊も認めない状況をかんがみ、小沢中将は予定通りの上陸を決意し、「予定どおり甲案により上陸決行、コタバルも同時上陸」の意図を山下中将に伝えて同意を得て、午前10時30分、分進地点に到着すると、各部隊は予定上陸地点（コタバル方面、シンゴラ・パタニ方面、ナコン方面、バンドン・チュンポン方面、プラチャップ方面）に向かって解列分進した。7日夜半、馬来部隊主隊および護衛隊本隊はコタバル沖80～100海里付近に達し、英艦隊の反撃に備えながら上陸作戦支援の態勢を整えた。
12月8日、太平洋戦争開戦。小沢はマレー作戦を指揮。英東洋艦隊からの反撃を受けないまま上陸作戦に成功した。しかし、英軍が将来的に好機をつかんで反撃に来る公算はあり、これに対し、南シナ海の哨戒強化、セレター在泊中の英戦艦に航空攻撃を加えて同港からの後退を強要する必要があった。さらに作戦海面では敵潜出没の報が頻繁にあり、少なくとも3隻以上の潜水艦が作戦に従事している様子で各部隊は対潜掃蕩を徹底してその制圧撃破を図る必要もあった。これらの情勢判断に基づき、小沢中将は主に航空部隊と潜水部隊をもって英海空部隊の反撃に備え、水上部隊の大部分は次期作戦の準備を行うと定めて発令した。
12月9日、伊65が艦影二を発見、英艦隊発見の第一報を打電した。マレー沖海戦が発生。小沢の馬来部隊主隊に対し英主力艦誘致を命じた南方部隊命令が発令されたが、英戦艦発見時に主隊は南方部隊本部と第三水雷戦隊主力とは200海里も離れていたので、所在の水上部隊と航空部隊、潜水部隊をもって索敵攻撃を決意していた小沢の意図と異なるものであった。そのため、小沢は「第一航空部隊及潜水部隊は今夜敵主力に極力触接攻撃せよ」「水上部隊は明天明後　航空部隊、潜水部隊の攻撃に策応機宜攻撃を加へつつ味方主力に誘致したる後決戦せんとす」と馬来部隊電令作第二六号として発令する。
小沢艦隊は英艦隊と夜戦による雷撃での戦闘を行う作戦だったが、小沢艦隊は悪天候で敵と誤認した味方航空機から吊光投弾を受けて接近され、敵前で味方である信号を探照灯で発信し、航空司令部に緊急連絡することになった。この混乱で航空機は連携上危険とし夜戦はおろか触接誘致も困難であることから英艦隊撃滅をあきらめ、一時戦場を撤退、南方部隊と合流するために進路を北北東にとり、また英艦隊も察知されていると気づき奇襲困難のため作戦を中止し反転したため会敵はなかった。両艦隊は1時間ほどで会敵する距離まで近づいていた。第二十二航空戦隊を基幹とする第一航空部隊に10日早朝に攻撃を命じ、大英帝国海軍東洋艦隊の戦艦プリンス・オブ・ウェールズ、巡洋戦艦レパルスを撃沈した。退艦を拒否しプリンス・オブ・ウェールズと運命を共にしたトーマス・フィリップス提督の話を聞いた小沢は「俺もいつかはフィリップスと同じ運命をたどらねばなるまい」と話した。
コタバル上陸作戦支援。ジャワ上陸作戦で陸軍大将・今村均と交友関係を持ち、戦後もお互いの家がさほど離れていないことから交友は続いた。今村は小沢の伝記に寄せた序文が絶筆となった。少ない被害で予定通り任務をこなし陸軍から感謝された。1942年（昭和17年）2月15日、小沢はスマトラ島南部東方バンカ島沖で敵艦隊を発見したが、日本の制空権下で水上兵力も優勢にもかかわらず船団護衛を理由に撃滅の機会を逃した。
3月9日、連合艦隊長官山本五十六大将は南方部隊の第一航空艦隊でセイロン島を攻撃してイギリス東洋艦隊を撃滅するインド洋作戦を計画し、南方部隊指揮官・近藤信竹中将に対し、機密連合艦隊電令作第八六号で「錫蘭（セイロン）島方面機動作戦ヲ実施スベシ」と命じた。これを知った小沢はかねてから研究中のベンガル湾北部機動作戦を、情勢の許す限り策応させるべきであると近藤中将に上申し、近藤が山本の了解を得てインド洋作戦に組み込んだ。4月、インド洋作戦に参加し、第一航空艦隊のセイロン攻撃も助けとなり、ベンガル沖で船舶14隻撃沈3隻撃破に成功する。7月、軍令部出仕。

### 第三艦隊司令長官
1942年（昭和17年）11月1日、第三艦隊司令長官。空母部隊だったが、小沢もその幕僚も空母での作戦経験があるものはいなかった。小沢は先任参謀・大前敏一と参謀・有馬高泰を重用し、参謀長・古村啓蔵は軽視された。航空参謀・田中正臣は、小沢は自ら決し幕僚に細目を計画させる指揮官先頭型で実戦型という意味では満点に近いが、飛行機に対する知識が絶対的に不足しており、艦長が持っている程度の知識で訓練や性能の意味を良く知らなかったと評価する。
小沢はミッドウェー海戦の図面を書いて即座に「暗号がもれてるぞ」と気づき、山本祐二中佐に徹底的に調査するように命令したが、調査した山本は「絶対に海軍の暗号はもれてません」と回答した。しかし小沢はその後も暗号がもれていると注意していた。
1943年（昭和18年）4月、連合艦隊長官・山本五十六の指揮の下でい号作戦に参加。
11月、ろ号作戦に参加。小沢はラバウルの第一航空戦隊、草鹿任一中将指揮下の基地航空部隊を合わせて指揮し、第一、第二ブーゲンビル島沖航空戦を戦う。約半数のパイロットを失い、機材の80%を失った。空母2隻を含む10隻の米艦船撃沈を報告したが、実際は米艦船に撃沈はなかった。
1944年（昭和19年）3月1日第一機動艦隊兼第三艦隊司令長官。6月、マリアナ沖海戦で指揮。小沢は旗艦に軍楽隊を乗せていったほど勝利を信じていた。652空飛行隊長として出撃した阿部善朗大尉は、甲板を散歩する小沢はいかにも頑固そうで尊大ぶった印象で航空部隊の運用についてどれほど勉強したか、飛行隊の実情をどこまで把握しているのか疑問に感じたという。
小沢は「ミッドウェー海戦で日本がやられたように敵空母の飛行甲板を壊すこと」「相討ちはいけない、負ける」「味方の艦を損傷させてはいけない、人命より艦を尊重させる、飛行機は弾丸の代わりと考える」「ミッドウェーの失敗を繰り返さないように絶対に敵より先に漏らさず敵を発見する、攻撃兵力を割いても索敵する、三段索敵を研究せよ」「陣形は輪形陣でなければならない」と幕僚に指示し、攻撃は2段とし、まず零戦の爆撃で先制奇襲し甲板を破壊し主隊の飛行機で反復攻撃し撃破、追撃は前衛戦艦が全軍突撃するという案にした。
小沢は、航空作戦にアウトレンジ戦法を採用するが、日本側の航法援助の未熟さ、諸原因による搭乗員の練度の低さ、米側の直掩機やVT信管による迎撃などのために失敗に終わる。基地航空隊や前衛艦隊（栗田健男司令官）が米軍機動部隊が同一海面で行動していると報告したが、小沢は第三艦隊偵察機の「米軍機動部隊は3箇所に分散している」という報告を信じて攻撃隊を向わせた。結局、栗田艦隊の報告が正しく、100機近い攻撃隊が空振りとなった。米機動部隊は日本の攻撃隊を各個撃破し「マリアナの七面鳥狩り」と揶揄した。6月20日、小沢は夜戦で挽回する準備をするが、連合艦隊長官の命令で撤退した。海戦後、小沢は敗戦の責任をとって辞表を作成している。本作戦では、パイロットの訓練をタウイタウイで中断させたことが練度低下につながり、さらに未熟な技量のパイロットに難しい戦法をやらせてしまった問題が指摘される。
小沢は、タウイタウイの航空基地の存否を確認するため幕僚を派遣するなどの措置を取らなかったこと、空母｢大鳳｣被害直後に第二艦隊長官・栗田健男に指揮継承の電報をしなかったことは一生の不覚だと回想している。また、小沢によれば「彼我の兵力、練度からしてまともに四つに組んで戦える相手ではないことは百も承知。戦前の訓練、開戦後の戦闘様相を考え、最後に到達した結論は『アウトレンジ、これしかない』であった。戦後になってアウトレンジは練度を無視した無理な戦法とか、元から反対だったとか言い出した関係高官が出て来たが、当時の航空関係者は上下一貫してこの戦法で思想は一致していた」という。しかし、第二航空戦隊参謀・奥宮正武少佐は、議論までしなかったが、大鳳の打ち合わせで、練度に自信がないため、反対意見を述べたという。また、角田求士は海戦後、搭乗員から「打ち合わせで遠距離攻撃は現在の技量では無理と司令部と議論した」と聞いたという。軍令部航空参謀源田実中佐も小沢の幕僚に忠告したという。
遠距離の米空母に気を取られた小沢艦隊は米潜水艦に空母｢大鳳｣、｢翔鶴｣を撃沈され、20日に空母｢飛鷹｣も撃沈され、太平洋戦争中空母9隻を同時に指揮できた1回の好機を生かすことができなかった。また機動部隊艦載機の86%を失う結果となった。
指揮下の第二航空戦隊参謀として参加した奥宮正武は、米空母を一隻も沈められずに（マリアナ沖とレイテ沖で）大小空母七隻がやられた責任の大半は小沢にあり、敗北後も小沢司令部は高級参謀が「勝敗は時の運」と話していたと語っている。また、積極的性格の角田覚治が機動部隊の指揮をとり、緻密肌の小沢が基地航空隊を指揮した方が、双方にとって適性だったと述べている。
10月13日、台湾沖航空戦に参加。
10月24日、レイテ沖海戦に参加。日本の機動部隊はすでにその航空能力（搭載機）の過半を失っていたため、第三艦隊は囮部隊としてウィリアム・ハルゼーの機動艦隊を引き付ける役割を担った。空母機動部隊による牽制策は夏には作成が始まっていた捷号作戦で想定していたことだったが、囮とする発想が強調されたのは台湾沖航空戦の後、連合艦隊司令長官・豊田副武の発案によって取り入れられた。
しかし、米側の主力機動部隊である第3艦隊第38任務部隊が囮の第三艦隊ではなく、主力の栗田健男中将率いる第一遊撃部隊を先に発見して航空攻撃を加え、第三艦隊を10月24日午後まで発見しなかった。このため、第一遊撃部隊は戦艦「武蔵」を航空攻撃で失うなど大きな損害を出し、10月24日の牽制作戦（航空攻撃）は徒労に終わった。だが小沢は第三艦隊から発進した攻撃隊が米軍機動部隊に大きな損害を与えたとして、戦艦「日向」「伊勢」を突出させ、残敵を掃討するよう命じた。この前衛艦隊は、翌日空襲を受ける直前に空母部隊と合流した。翌10月25日には米第3艦隊の目を引き付けたものの、適切な通信連絡すら齟齬を来たす程の航空攻撃により旗艦「瑞鶴」は早々に作戦能力を喪失し、旗艦設備の整った軽巡洋艦「大淀」に司令部を移乗する事態に陥った。第三艦隊司令部を収容した「大淀」の戦闘詳報には連合艦隊司令部の指導に対する批判もあるが、一方で米正規空母群に対する牽制、誘致に努めるべき時機、期間、すなわち、第一遊撃部隊に対して自在の航空攻撃を許さないのはいつからいつまでであるべきかという観念を欠いていたと小沢の指揮への批判もある。レイテ沖海戦について海戦の計画の精緻さと頓挫について聞かれた際「あの場合の処置としては他に方法がなかった」という。

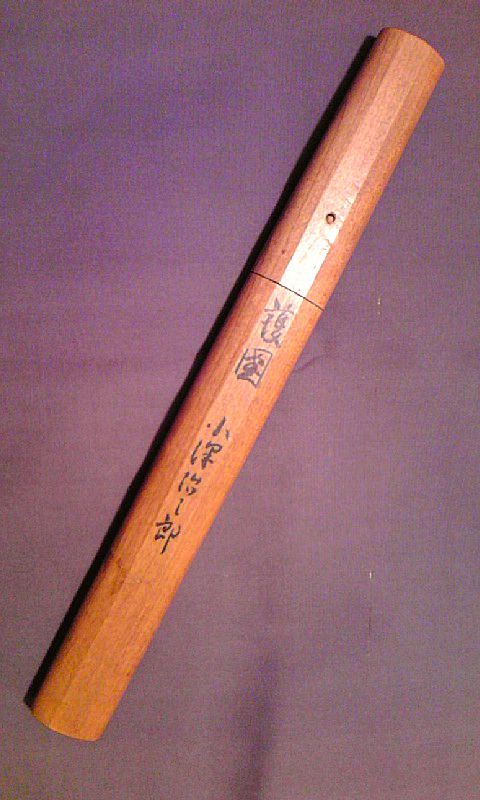
小沢治三郎中将が捷号作戦時や特攻隊隊員に授与した短刀。「義烈」や「護國」といった鞘書きがある。刀身は不銹鋼。

10月25日から特攻作戦が開始され、小沢の指揮下からも特攻隊が編成され出撃している。小沢の部隊では、701空の一部を特攻部隊へ抽出、また634空の一部で梅花隊を編成し、特攻させている。

### 軍令部次長
1944年（昭和19年）11月18日、軍令部次長兼海軍大学校長。
12月、小沢の発案でPX作戦が進められる。いわゆる細菌戦である。これは榎尾義男海軍大佐が指揮し、細菌を保有するネズミや蚊を人口が密集する米本土西岸にばらまき生物災害を引き起こす作戦内容であった。機材として航空機2機を搭載する伊四〇〇型潜水艦を使用する計画ではあったが海軍に細菌研究がなかったため、参謀本部作戦課長の服部卓四郎陸軍大佐が陸軍側の担当者となり陸軍の石井四郎軍医中将の協力を得て陸海軍の共同計画とされ、人体実験を含む研究が進められた。1945年3月26日海軍上層部は作戦決行に合意したが、陸軍参謀総長であった梅津美治郎大将が「細菌を戦争に使えば、それは日米戦という次元のものから、人類対細菌といった果てしない戦いになる。人道的にも世界の冷笑を受けるだけだ」といって反対し、「アメリカに対する細菌戦は全人類に対する戦争に発展する」との考えから作戦は中止された。
この件に関して戦後しばらく関係者の沈黙が続いたが、のちに榎尾元大佐が新聞で経緯を語った。
1945年（昭和20年）2月、第五航空艦隊編制から現地部隊に任せていた特攻作戦を軍令部も指導するようになった。第五航空艦隊長官・宇垣纏中将は全力攻撃を行い、中央ではやりすぎ、中止させるべきという議が起こったが、小沢はやりかかったものをそんなことを言って止めるものにあらずと制肘を加えた。3月8日、中央の会議で海軍は24万トンの船舶使用を陸軍に認めたが、3月13日に小沢は「食糧輸送船舶を含みかつ陸軍使用の影響は甚大、海軍特攻計画にも影響を与えることになるので同意できない」と異議を申し入れた。
4月の戦艦「大和」の海上特攻について事前に連合艦隊参謀・神重徳が許可を取りに来た際に軍令部第一部長・富岡定俊は燃料がないと反対し、軍令部総長・及川古志郎は黙って聞いていたが、小沢は「連合艦隊長官がそうしたいという決意ならよかろう」と直接許可を与えた。小沢は「次長たりし僕に一番の責任あり」といいつつ「全般の空気よりして、その当時も今日も当然と思う。多少の成算はあった」と責任を回避している。ちなみにこの小沢の言こそ、後年山本七平による『「空気」の研究』のきっかけとなった。

### 連合艦隊司令長官
1945年（昭和20年）5月29日、連合艦隊長官に就任し、海軍総司令長官と海上護衛司令長官を兼ねた。就任の際に海軍大将昇進を打診されたが、小沢は断った。
陸軍にいた瀬島龍三によれば、小沢は決定すべき問題に、その都度明確に裁決を下す、動かざること山のごとき長官だったという。
6月6日、菊水作戦の続行方針を堅持しつつ、練習航空機特攻部隊に展開準備を命令。6月24日、小沢は第三航空艦隊長官・寺岡謹平中将に剣作戦の部隊編成しマリアナ方面の基地にB-29戦力破壊を目的に捨身攻撃を行う準備を命令。またその際の制圧のため、銀河に多銃を装備させ強襲する烈作戦も準備を進めた。6月25日、トラックに彩雲を輸送する光作戦、ウルシーを奇襲する嵐作戦の実施を発令。神風特別攻撃隊第五御盾隊によるレイテ奇襲を目的とした第4次丹作戦の準備を進め、8月4日に小沢は訓電を送り激励する。
しかし、徹底抗戦を主張する軍令部次長の大西瀧治郎中将が、鈴木貫太郎内閣の終戦工作に反対して東郷外相に「二千万人の特攻死を出せば、日本は勝てる」と言った時には、「二千万人の男を殺して、だれがこの国を再建できるのか」と叱責したとされる。こういった中、終戦が決まった。終戦前日の8月14日、幕僚を集合させ終戦決定のいきさつを話し、軽挙妄動を防ぎ、油断を戒める両面を考慮し「決三、四、五、六号作戦警戒」発令の手続きをする。「お上の信用がまるでなくなってしまったので」と述べた。小沢は大西瀧治郎中将の自決については何ら意見を述べなかったが、終戦後部下を連れて特攻した宇垣纏については命令違反であると批判した。そして自分の幕僚に「君たちは腹を切ってはいけない。俺も自決しない」と明言し「俺は第一線で全力を尽くして戦ったが、戦争は不幸にして負けた。俺にはその責任はあるが、戦争を始めた責任は俺にはない」と説明した。
また終戦の際に厚木飛行場で小園安名大佐が抗戦を主張して厚木航空隊事件を起こした。小沢は反乱と断定して鎮圧を命令し部隊を派遣しようとしたが、小園大佐がマラリアで倒れたことにより事態が収束した。

### 戦後
1945年（昭和20年）10月10日、予備役編入。10月末、米国戦略爆撃調査団に証言。
1947年（昭和22年）11月28日、公職追放の仮指定を受けた。
1955年（昭和30年）9月24日、防衛庁顧問に就任している。
1966年（昭和41年）11月9日、多発性硬化症のため死去。80歳没。
葬儀に際し昭和天皇より御下賜された七千円の祭祀料の外、別に金二万円が夫人より潮会（元海軍兵士達の会）に寄付された。アメリカ合衆国の戦史研究家サミュエル・モリソンからは花束とともに「偉大なる戦略家であり船乗りだった小沢提督の死を心より悼む」という弔辞が寄せられた。なお、モリソンはレイテ沖海戦における小沢を高く評価し、ハルゼーを批判しているが、戦闘の実態は上記のとおりである。
戒名は「大雄院殿浄誉治濤大居士」、墓所は東京都世田谷区にある大吉寺。産まれ故郷の宮崎県児湯郡高鍋町にも墓所がある。
2012年（平成24年）8月13日に、小沢の遺族宅で、小沢が使用したと見られる少将旗と、小沢が南遣艦隊司令長官の職を終えた時（1942年（昭和17年）7月）、及び第三艦隊司令長官の職を終えた時（1944年（昭和19年）12月）に、昭和天皇に拝謁、軍状を奏上した際の上奏文控えが発見された。左近允尚敏は「将旗はほとんど現存しておらず、極めて珍しい。また上奏文は、当時の海軍上層部が、それぞれの作戦をどのように考えていたかを知る上で貴重な史料といえる」と述べた。

## 人物
- 児島襄は米太平洋艦隊司令長官・チェスター・ニミッツ元帥は小沢について「勝った指揮官は名将で、負けた指揮官は愚将だというのは、ジャーナリズムの評価にすぎない。指揮官の成果は、むしろ、彼が持つ可能性にある。敗将といえども、彼に可能性が認められる限り名将である。オザワ提督の場合、その記録は敗北の連続だが、その敗北の中に恐るべき可能性をうかがわせている。おそらく部下は、彼の下で働くのを喜んだにちがいない」とするが米側の記録にはない[80]。
- 中澤佑中将によれば小沢は名実ともに海上指揮官として海軍の第一人者だったという[46]。
- 源田実大佐によれば「小沢中将は、水雷戦術の権威で、昭和十五年以来は航空部隊の指揮官もやり、海空両面にわたる兵術家として知られ、青年将校の衆望も担っていた」という[81]。
- 連合艦隊で小沢の参謀だった千早正隆中佐は、マリアナ沖海戦での惨敗について「作戦計画及び指導が不適切であったことが、そのような惨敗を招いた一因であったことは否定することはできないが、それよりはるかに大きな主因は、昭和十七年から翌十八年にかけて、日本海軍がその艦艇、飛行機をソロモン方面の死闘ですり潰し、量的ばかりでなく質的にも日増しに勢力を増した敵側にマーシャル群島、トラック島へと追いまくられて、その兵力の再建の余裕が全くなかったことであった」とかばい、その後のレイテ沖海戦で囮機動部隊を見事に指揮したことや、終戦にあたって命に従わない部隊があった場合の対策をあらかじめ準備させたことから「小沢治三郎は先見の明と決断力に富む優れた連合艦隊司令長官であった」「（大戦中の連合艦隊長官の）四人の中では小沢治三郎が、連合艦隊司令長官としては、傑出していた」と評している[82]。

## 戦略
- 小沢は統率上最も重要なことは「無欲」とする[83]。実戦の指揮については、周密に計画を立て勇断決行すること、連合艦隊長官は独立した旗艦に座乗し、決戦海域に進出し、全艦隊の大局的指揮に任ずべきこと、機動艦隊長官は母艦に座乗し平素から熟知する搭乗員の報告を直接詳知することが大切と考えていた。マリアナでそれを実践できなかったことは一生の不覚だったという[13]。
- 中澤佑中将によれば、戦前の小沢のアウトレンジ戦法の研究は、敵の圏外から我のみ攻撃を加えるというものではなく、具体的策として航空、大砲、水雷、何れも敵に先んじて一撃を加えて寡勢を補い、事後有利な体制で戦うというものであり、小沢には最初の5分で戦闘は決まるという思想が元来からあったという[84]。
- 小沢は航空戦術を教えてくれた者として、山岡三子夫、樋端久利雄、木田達彦を挙げている[注釈 3][85]。しかし小沢は「飛行機を弾丸と考える」と発言していることからも、その戦術思想は航空機の可能性を見通したものではなく、小沢の専攻分野である水雷戦そのものであったという指摘もある[86]。

## 年譜
- 1886年（明治19年）宮崎県児湯郡高鍋町で元高鍋藩士の父小沢寅太郎と母ヤツの次男として生まれる。
- 1906年（明治39年）第七高等学校工科に合格。退学。
  - 11月 - 海軍兵学校に37期生として入学。
- 1909年（明治42年）11月19日 - 海軍兵学校（37期）179人中45番[6]の成績で卒業。海軍少尉候補生。
- 1910年（明治43年）12月15日 - 任海軍少尉。装甲巡洋艦「春日」乗組。
- 1912年（明治45年/大正元年）
  - 4月 - 砲術学校普通科学生。
  - 8月 - 水雷学校普通科学生。
  - 12月1日 - 任海軍中尉。駆逐艦「霞」乗組。
- 1913年（大正2年）12月 - 戦艦「比叡」乗組。
- 1915年（大正4年）
  - 2月 - 横須賀海兵団付。
  - 12月13日 - 任海軍大尉。戦艦「河内」分隊長。
- 1916年（大正5年）12月1日 - 海大乙種学生。
- 1917年（大正6年）
  - 5月 - 海軍水雷学校高等科学生。
  - 12月 - 水雷艇「鴎」艇長。
- 1918年（大正7年）
  - 5月 - 水雷艇「白鷹」艇長。
  - 11月 - 駆逐艦「檜」乗組。
- 1919年（大正8年）12月1日 - 海大甲種学生。
- 1921年（大正10年）12月1日 - 任海軍少佐。「竹」駆逐艦長。
- 1922年（大正11年）12月1日 - 馬公要港部参謀。
- 1924年（大正13年）8月5日 - 「島風」駆逐艦長心得。
- 1925年（大正14年）
  - 1月20日 - 第3号駆逐艦長。
  - 11月10日 - 「金剛」水雷長。
- 1926年（大正15年/昭和元年）
  - 5月7日 - 第一艦隊兼連合艦隊参謀。
  - 12月1日 - 任海軍中佐。
- 1927年（昭和2年）12月1日 - 海軍水雷学校教官。海軍砲術学校教官。航海学校練習艦「春日」教官。
- 1930年（昭和5年）
  - 3月〜10月 - 欧米出張。
  - 12月1日 - 任海軍大佐、第一駆逐隊司令。
- 1931年（昭和6年）
  - 1月31日 - 第四駆逐隊司令（4月荒天により負傷）。
  - 10月10日 - 第11駆逐隊司令。
  - 12月1日 - 海軍大学校教官。陸軍大学校兵学教官。
- 1934年（昭和9年）11月15日 - 重巡洋艦「摩耶」艦長。
- 1935年（昭和10年）10月28日 - 戦艦「榛名」艦長。
- 1936年（昭和11年）12月1日 - 任海軍少将。海軍大学校教官。
- 1937年（昭和12年）
  - 2月18日 - 第一艦隊参謀長。連合艦隊参謀長（兼任）。
  - 11月15日 - 第八戦隊司令官。
- 1938年（昭和13年）11月15日 - 海軍水雷学校校長。
- 1939年（昭和14年）11月15日 - 第一航空戦隊司令官。
- 1940年（昭和15年）
  - 11月1日 - 第三戦隊司令官。
  - 11月15日 - 任海軍中将。
- 1941年（昭和16年）
  - 9月6日 - 海軍大学校校長。
  - 10月18日 - 南遣艦隊司令長官。
- 1942年（昭和17年）
  - 1月3日 - 第一南遣艦隊司令長官。
  - 11月11日 - 第三艦隊司令長官（〜1944年11月15日）。
- 1944年（昭和19年）
  - 3月1日 - 第一機動艦隊司令長官（兼任）。
  - 11月18日 - 軍令部次長。海軍大学校校長。
- 1945年（昭和20年）
  - 5月29日 - 海軍総司令長官。連合艦隊司令長官。海上護衛司令長官。
  - 10月10日 - 予備役編入。

## 栄典
- 1916年（大正5年）1月21日 - 正七位[87]

## 演じた俳優
- 丹波哲郎（『連合艦隊』1981年東宝映画）
- 青木義朗 （『零戦燃ゆ』1984年東宝映画）